# بن لشطل (يافع)

تعديل مصدري - تعديل

بـن لشطـل هي إحدى قرى عزلة لبعوس بمديرية يافع التابعة لمحافظة لحج، بلغ تعداد سكانها 44 نسمة حسب تعداد اليمن لعام 2004.